# Grote Boeddha van Koh Samui

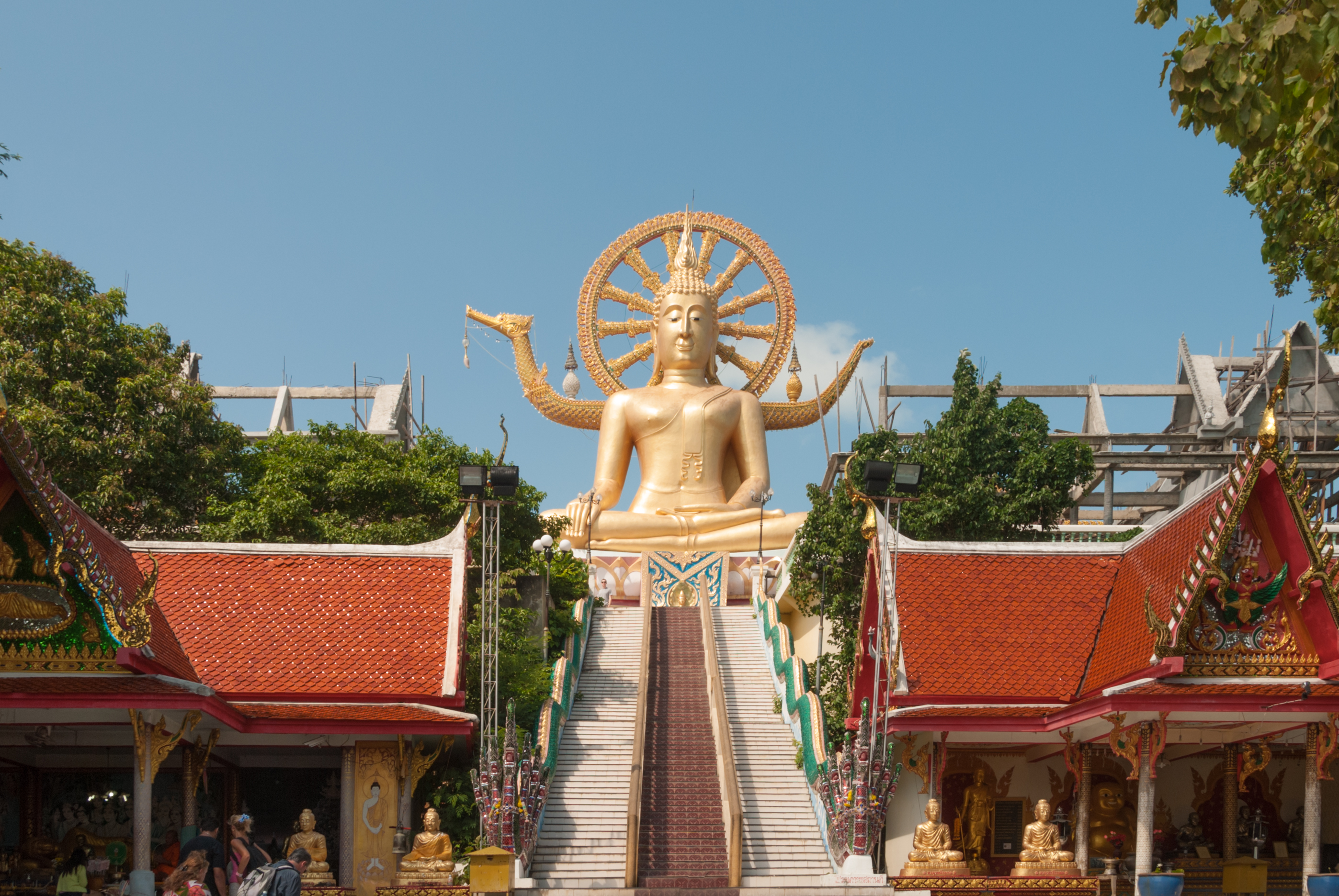
Grote Boeddha van Koh Samui

De Grote Boeddha van Koh Samui is een kolossaal standbeeld op het eiland Ko Samui in de Thaise provincie Surat Thani. Het standbeeld staat aan de kust in de boeddhistische tempel Wat Phra Yai op een eilandje dat met een dam verbonden is met Ko Samui.

## Geschiedenis
In 1972 werd de Grote Boeddha gebouwd.

## Bouwwerk
Het standbeeld staat op een rots, kijkende richting het oosten, en beeldt Boeddha af zittende in de Mara-houding, de mudra waarbij de aarde aangeraakt wordt. Deze houding symboliseert het weerstaan van de verleidingen van mooie vrouwen die de demon Mara op Boeddha afstuurde.
Het gouden Boeddhabeeld heeft een hoogte van twaalf meter.
Achter het hoofd van de Boeddha is een Dharmawiel aangebracht dat het pad naar verlichting vertegenwoordigt.
Voor het beeld bevindt zich een trap de naar het platform van het beeld leidt.